# Municipio de Brightwood
El municipio de Brightwood (en inglés: Brightwood Township) es un municipio ubicado en el condado de Richland en el estado estadounidense de Dakota del Norte. En el año 2010 tenía una población de 203 habitantes y una densidad poblacional de 2,26 personas por km².

## Geografía
El municipio de Brightwood se encuentra ubicado en las coordenadas 46°4′9″N 96°56′12″O / 46.06917, -96.93667. Según la Oficina del Censo de los Estados Unidos, el municipio tiene una superficie total de 89.8 km², de la cual 84,68 km² corresponden a tierra firme y (5,7 %) 5,12 km² es agua.

## Demografía
Según el censo de 2010, había 203 personas residiendo en el municipio de Brightwood. La densidad de población era de 2,26 hab./km². De los 203 habitantes, el municipio de Brightwood estaba compuesto por el 99,01 % blancos y el 0,99 % eran de una mezcla de razas. Del total de la población el 0,99 % eran hispanos o latinos de cualquier raza.